# 御国野町西御着
御国野町西御着（みくにのちょうにしごちゃく）は、兵庫県姫路市の大字。郵便番号は671-0233。

## 地理
姫路市街地東部、御国野地区の南西部に位置する。北で御国野町国分寺、東で御国野町御着、南で四郷町上鈴、西で四郷町山脇と接する。住宅地が少ないため、御国野地区の4大字の中で世帯数および人口が極端に少ない。

## 歴史
- 1955年（昭和30年） - 飾東郡御国野村大字御着の一部を大字西御着として分割し成立。
- 1957年（昭和32年）10月1日 - 御国野村が姫路市に編入され、大字西御着は御国野町西御着となる。

## 世帯数と人口
2021年（令和3年）12月31日現在の世帯数と人口は以下の通りである。
| 丁目           | 世帯数  | 人口  |
| -------------- | ------- | ----- |
| 御国野町西御着 | 112世帯 | 225人 |

## 小・中学校の学区
市立小・中学校に通う場合、学区は以下の通りとなる。
| 番地 | 小学校               | 中学校           |
| ---- | -------------------- | ---------------- |
| 全域 | 姫路市立御国野小学校 | 姫路市立東中学校 |

## 交通
北端で西日本旅客鉄道山陽本線とそれに並行する山陽新幹線が通っているが、鉄道駅はない。また国道や県道などの主要道路も存在していない。

## 施設
- 市立西御着総合センター
- 西御着集会所